# Edgerton (Wisconsin)
Edgerton is een plaats (city) in de Amerikaanse staat Wisconsin, en valt bestuurlijk gezien onder Dane County en Rock County.

## Demografie
Bij de volkstelling in 2000 werd het aantal inwoners vastgesteld op 4933. In 2006 is het aantal inwoners door het United States Census Bureau geschat op 5194, een stijging van 261 (5,3%).

## Geografie
Volgens het United States Census Bureau beslaat de plaats een oppervlakte van 9,5 km², geheel bestaande uit land. Edgerton ligt op ongeveer 240 m boven zeeniveau.

## Plaatsen in de nabije omgeving
De onderstaande figuur toont nabijgelegen plaatsen in een straal van 20 km rond Edgerton.